# Monterey Grand Prix 2016
Navigation
Édition précédente Édition suivante
Le Grand Prix de Monterey 2016 (officiellement appelé 2016 Continental Tire Monterey Grand Prix) est une course de voitures de sport organisée sur le WeatherTech Raceway Laguna Seca à Monterey en Californie, aux États-Unis qui s'est déroulée le 1er mai 2016. Il s'agissait de la quatrième manche du championnat United SportsCar Championship 2016 et toutes les catégories prototype et GTLM ont participé à la course.

## Course

### Classement de la course
Voici le classement officiel au terme de la course.
- Les premiers de chaque catégorie du championnat du monde sont signalés par un fond jaune.
- Pour la colonne Pneus, il faut passer le curseur au-dessus du modèle pour connaître le manufacturier de pneumatiques.

| Pos | Cat  | Pc | n°  | Équipe                   | Pilotes                            | Châssis                       | Pneus | Tours | Temps               |
| Pos | Cat  | Pc | n°  | Équipe                   | Pilotes                            | Moteur                        | Pneus | Tours | Temps               |
| --- | ---- | -- | --- | ------------------------ | ---------------------------------- | ----------------------------- | ----- | ----- | ------------------- |
| 1   | P    | 1  | 60  | Michael Shank Racing     | John Pew (en) Oswaldo Negri Jr.    | Ligier JS P2                  | C     | 80    | 2 h 00 min 11 s 145 |
| 1   | P    | 1  | 60  | Michael Shank Racing     | John Pew (en) Oswaldo Negri Jr.    | Honda HR35TT 3,5 l V6 Turbo   | C     | 80    | 2 h 00 min 11 s 145 |
| 2   | P    | 2  | 90  | VisitFlorida.com Racing  | Ryan Dalziel Marc Goossens         | Chevrolet Corvette DP         | C     | 80    | 30 s 099            |
| 2   | P    | 2  | 90  | VisitFlorida.com Racing  | Ryan Dalziel Marc Goossens         | Chevrolet LS9 5,5 l V8 Atmo   | C     | 80    | 30 s 099            |
| 3   | P    | 3  | 31  | Action Express Racing    | Dane Cameron Eric Curran           | Chevrolet Corvette DP         | C     | 80    | 30 s 954            |
| 3   | P    | 3  | 31  | Action Express Racing    | Dane Cameron Eric Curran           | Chevrolet LS9 5,5 l V8 Atmo   | C     | 80    | 30 s 954            |
| 4   | P    | 4  | 55  | Mazda Motorsports        | Jonathan Bomarito Tristan Nunez    | Lola B08/80                   | C     | 80    | 1 min 3 s 035       |
| 4   | P    | 4  | 55  | Mazda Motorsports        | Jonathan Bomarito Tristan Nunez    | Mazda MZ-2.0T 2,0 l I4 Turbo  | C     | 80    | 1 min 3 s 035       |
| 5   | P    | 5  | 0   | Panoz DeltaWing Racing   | Katherine Legge Sean Rayhall       | DeltaWing DWC13               | C     | 80    | 1 min 8 s 594       |
| 5   | P    | 5  | 0   | Panoz DeltaWing Racing   | Katherine Legge Sean Rayhall       | Élan 1,9 l I4 Turbo           | C     | 80    | 1 min 8 s 594       |
| 6   | GTLM | 1  | 67  | Ford Chip Ganassi Racing | Ryan Briscoe Richard Westbrook     | Ford GT                       | M     | 79    | + 1 tour            |
| 6   | GTLM | 1  | 67  | Ford Chip Ganassi Racing | Ryan Briscoe Richard Westbrook     | Ford EcoBoost 3,5 l V6 Turbo  | M     | 79    | + 1 tour            |
| 7   | GTLM | 2  | 68  | Scuderia Corsa           | Alessandro Pier Guidi Daniel Serra | Ferrari 488 GTE               | M     | 79    | + 1 tour            |
| 7   | GTLM | 2  | 68  | Scuderia Corsa           | Alessandro Pier Guidi Daniel Serra | Ferrari F154CB 3,9 l V8 Turbo | M     | 79    | + 1 tour            |
| 8   | P    | 6  | 10  | Wayne Taylor Racing      | Ricky Taylor Jordan Taylor         | Chevrolet Corvette DP         | C     | 79    | + 1 tour            |
| 8   | P    | 6  | 10  | Wayne Taylor Racing      | Ricky Taylor Jordan Taylor         | Chevrolet LS9 5,5 l V8 Atmo   | C     | 79    | + 1 tour            |
| 9   | GTLM | 3  | 912 | Porsche North America    | Earl Bamber Frédéric Makowiecki    | Porsche 911 RSR               | M     | 78    | + 2 tours           |
| 9   | GTLM | 3  | 912 | Porsche North America    | Earl Bamber Frédéric Makowiecki    | Porsche 4,0 l Flat-6 Atmo     | M     | 78    | + 2 tours           |
| 10  | GTLM | 4  | 3   | Corvette Racing          | Antonio García Jan Magnussen       | Chevrolet Corvette C7.R       | M     | 78    | + 2 tours           |
| 10  | GTLM | 4  | 3   | Corvette Racing          | Antonio García Jan Magnussen       | Chevrolet LT5.5,5 l V8 Atmo   | M     | 78    | + 2 tours           |
| 11  | GTLM | 5  | 62  | Risi Competizione        | Giancarlo Fisichella Toni Vilander | Ferrari 488 GTE               | M     | 78    | + 2 tours           |
| 11  | GTLM | 5  | 62  | Risi Competizione        | Giancarlo Fisichella Toni Vilander | Ferrari F154CB 3,9 l V8 Turbo | M     | 78    | + 2 tours           |
| 12  | GTLM | 6  | 66  | Ford Chip Ganassi Racing | Joey Hand Dirk Müller              | Ford GT                       | M     | 78    | + 2 tours           |
| 12  | GTLM | 6  | 66  | Ford Chip Ganassi Racing | Joey Hand Dirk Müller              | Ford EcoBoost 3,5 l V6 Turbo  | M     | 78    | + 2 tours           |
| 13  | GTLM | 7  | 4   | Corvette Racing          | Oliver Gavin Tommy Milner          | Chevrolet Corvette C7.R       | M     | 78    | + 2 tours           |
| 13  | GTLM | 7  | 4   | Corvette Racing          | Oliver Gavin Tommy Milner          | Chevrolet LT5.5 5,5 l V8 Atmo | M     | 78    | + 2 tours           |
| 14  | GTLM | 8  | 911 | Porsche North America    | Patrick Pilet Nick Tandy           | Porsche 911 RSR (991)         | M     | 78    | + 2 tours           |
| 14  | GTLM | 8  | 911 | Porsche North America    | Patrick Pilet Nick Tandy           | Porsche 4,0 l Flat-6 Atmo     | M     | 78    | + 2 tours           |
| 15  | GTLM | 9  | 25  | BMW Team RLL             | Bill Auberlen Dirk Werner          | BMW M6 GTLM                   | M     | 78    | + 2 tours           |
| 15  | GTLM | 9  | 25  | BMW Team RLL             | Bill Auberlen Dirk Werner          | BMW 4,4 l V8 Turbo            | M     | 78    | + 2 tours           |
| 16  | GTLM | 10 | 100 | BMW Team RLL             | Lucas Luhr John Edwards            | BMW M6 GTLM                   | M     | 78    | + 2 tours           |
| 16  | GTLM | 10 | 100 | BMW Team RLL             | Lucas Luhr John Edwards            | BMW 4,4 l V8 Turbo            | M     | 78    | + 2 tours           |
| 17  | P    | 7  | 5   | Action Express Racing    | Christian Fittipaldi João Barbosa  | Chevrolet Corvette DP         | C     | 76    | + 4 tours           |
| 17  | P    | 7  | 5   | Action Express Racing    | Christian Fittipaldi João Barbosa  | Chevrolet LS9 5,5 l V8 Atmo   | C     | 76    | + 4 tours           |
| 18  | P    | 8  | 70  | Mazda Motorsports        | Joel Miller Tom Long               | Lola B08/80                   | C     | 34    | Pompe à huile       |
| 18  | P    | 8  | 70  | Mazda Motorsports        | Joel Miller Tom Long               | Mazda MZ-2.0T 2,0 l I4 Turbo  | C     | 34    | Pompe à huile       |

## Pole position et record du tour
- Pole position :
- Meilleur tour en course :   Tom Long (#70 Mazda Motorsports) en 1 min 19 s 206

## À noter
- Longueur du circuit : 2,24 mi
- Distance parcourue par les vainqueurs :